# Jomfruland fyr
Jomfruland fyr er et kystfyr som ligger på øen Jomfruland ud for Kragerø i Vestfold og Telemark fylke i Norge.
Jomfruland fyrstation har to fyrtårne. Det ældste blev bygget i tegl i 1838 og sat i drift året efter. Fyret er 22 meter højt. Lygtehuset er fjernet. Nutidens fyr er et 31 meter højt støbejernstårn fra 1938 med 2. ordens linseapparat. Fyret ligger midt idne på øen og rager 48 moh.
Fyrstationen består i ud over de to tårne af assistentbolig samt andre boliger og udhuse grupperet i et tun. Det er muligt at gå op i det ældste tårn i ferieperionden.
Der er en tyskproduceret militærkikkert på toppen. Kikkerten blev brugt af tyske styrker til at rekognoscere i Kragerøskærgården og ud mod Oslofjorden. Kikkerten er krigsbytte fra anden verdenskrig.
Jomfruland fyr er fredet etter lov om kulturminner er motiv på et norsk frimærke (NK 1581) udgivet 1. september 2005.

## Eksterne kilder og henvisninger
- Wikimedia Commons har flere filer relateret til Jomfruland fyr
- Jomfruland fyr på Riksantikvarens hjemmeside kulturminnesok.no
- Norsk fyrliste 2012 (Webside ikke længere tilgængelig), Kystverket
- Jomfruland fyrstasjon Norsk Fyrhistorisk Forening